# 아드리안 데 프리스
아드리안 데 프리스(Adriaen de Vries, 1556년경-1626년)는 네덜란드에서 태어났지만, 중부 유럽에서 일하는 북부 매너리즘 조각가였다. 그의 국제 스타일은 바로크 시대의 문턱을 넘었다. 그는 세련된 조형과 청동 주조, 녹청 조작에 탁월했으며, 당대에 가장 유명한 유럽 조각가가 되었다. 그는 또한 초안 솜씨가 뛰어났다.
부분적으로 30년 전쟁의 혼란과 스타일의 변화의 결과로 아드리안 데 프리스는 직접적인 추종자가 없었다.

## 생애
헤이그에서 귀족 집안에서 태어나 그의 초기 교육은 알려지지 않았다. 그 즈음의 빌렘 다니엘츠와 견습을 제안 받는다. 이탈리아에서 구글리엘모 피아밍고로 알려진 반 테트로데는 네덜란드로 돌아온 벤베누토 첼리니의 제자였다. 또 다른 가능성은 그가 금세공인인 그의 처남인 시몬 안드리엔츠 로테르몬트의 견습생이었다는 것이다. 두 가지 가능성 모두 데 프리스의 거장 캐스팅 기술과 세련된 마감을 고려할 때 암시적이다.

### 이탈리아의 견습
그는 일찍이 1581년에 피렌체로 여행을 가서 자신과 같은 북부인이자 그의 성숙한 작품에 가장 큰 영향을 준 매너리즘 조각가인 잠볼로냐의 화실에서 작업한 것으로 기록되어 있다. 제노바의 산 프란체스코 디 카스텔레토(San Francesco di Castelletto, 1579)에 있는 잠볼로냐의 그리말디 예배당을 위한 미덕 (Virtues)중 3개와 푸토 중 일부는 아드리안 데 프리스의 것으로 추정된다. 1586년에 그는 병든 레오네 레오니의 아들인 폼페이오를 돕기 위해 밀라노로 부름을 받았으며, 그는 이탈리아에서 가장 큰 청동 주조 스튜디오 중 하나의 주인이 되었다. 레오니 데 프리스는 엘에스코리알의 산 로렌조 대성당에 있는 레오니의 높은 제단을 위해 영웅적인 규모의 성인 3명을 제공했다.

### 사보이와 독일의 의뢰
이로 인해 토리노의 사보이 공작 필립 2세의 사위 샤를 에마뉘엘 1세에게 궁정 조각가로 잠시 임명되었다. 1589-94년에 그는 프라하에서 처음으로 루돌프 2세 황제의 흉상과 부조를 만들었다. 이 조각품은 현재 비엔나와 빅토리아 앨버트 박물관에 보관되어 있다. 그는 1594년 로마에서 공부하기 위해 프라하를 떠났다. 독일을 통해 돌아온 그는 1596년 아우크스부르크 시를 위해 두 개의 분수, 머큐리와 헤라클레스, 그리고 여전히 막시밀리안 거리에서 볼 수 있는 히드라 분수를 만들었다.

### 보헤미아로 귀환 (1601년 이후)
데 프리스는 1601년 프라하로 돌아왔고, 그곳에서 루돌프는 그를 카메르빌드하우어(‘방을 가진 조각가’, 즉 특권 예술가)로 만들었다. 1604년 로마에 머물렀던 것으로 추정되는 기간 동안 그는 오늘날 바르샤바 국립미술관에 있는 주라비나의 성 삼위일체 교회에 있는 아담 폰 하네발트의 무덤 기념비의 중심인 기둥에 묶인 그리스도상을 주조했다. 그것은 그리스도의 채찍질(Flagellation of Christ)의 다섯 인물 그룹의 일부로 생각되었다. 그는 1612년 루돌프가 사망한 후 프라하에 머물렀지만, 황실은 1626년 프라하에서 죽을 때까지 비엔나로 되돌려졌다.
이 말기에 그는 리히텐슈타인의 카를 1세 왕자에게서 새로운 후원자를 찾았고, 슈타트하겐 영묘의 부활 그룹을 위해 샴부르크의 에른스트와 같은 여러 독일 군주로부터 조각 의뢰를 받았다. 이 작품은 오늘날 원래의 상태에서 볼 수 있는 데 프리스의 유일한 작품이 되었다. 그는 또한 덴마크 왕의 왕궁인 프레데릭스보르성의 정원을 위한 넵툰 분수를 만드는 일을 의뢰받았다. (이 분수의 동상 중 하나는 현재 암스테르담 국립미술관에 전시되어 있다)

## 작품
암스테르담 국립박물관은 그의 고향 네덜란드에서 발견된 드 브리스의 조각품 두 개, 바쿠스와 아리아드네의 청동 부조, 그리고 최근에 구입한 배컨트(Bacchant, 2014)를 소유하고 있다. 작가는 1999년 국립미술관, 스톡홀름 국립박물관, J. 폴 게티 미술관이 전시하기 전까지 그곳에서 거의 알려지지 않았다. 데 프리스의 작품 중 가장 큰 컬렉션인 14개의 조각품이 2001년에 문을 연 드로트닝홀름 궁전의 데프리스 박물관에 있다. 스웨덴에 있는 그들의 존재는 30년 전쟁의 마지막 날에 스웨덴이 루돌프의 거대한 수집품의 나머지를 약탈하고, 많은 동상을 가져간 프라하 약탈의 결과이다. 특히 공작 알브레히트 폰 발렌슈타인의 정원 조각상으로, 프라하의 소시가지(도시지구)에 있는 그의 궁전을 장식하곤 했다. 현재 데프리스 박물관에서 찾을 수 있는 원본은 현재 체코 상원의원이 있는 프라하의 발렌슈타인 궁전에 있는 청동 복제품으로 대표된다. 현재 드로트닝홀름에 있는 데 프리스의 또 다른 유명한 작품은 덴마크의 프레데릭스보르 궁전을 위해 제작된 넵툰 분수이다. 이 조각품들은 또한 네들란드-스웨덴 전쟁(1658-60) 동안 전쟁의 포상으로 사용되었다.

## 갤러리

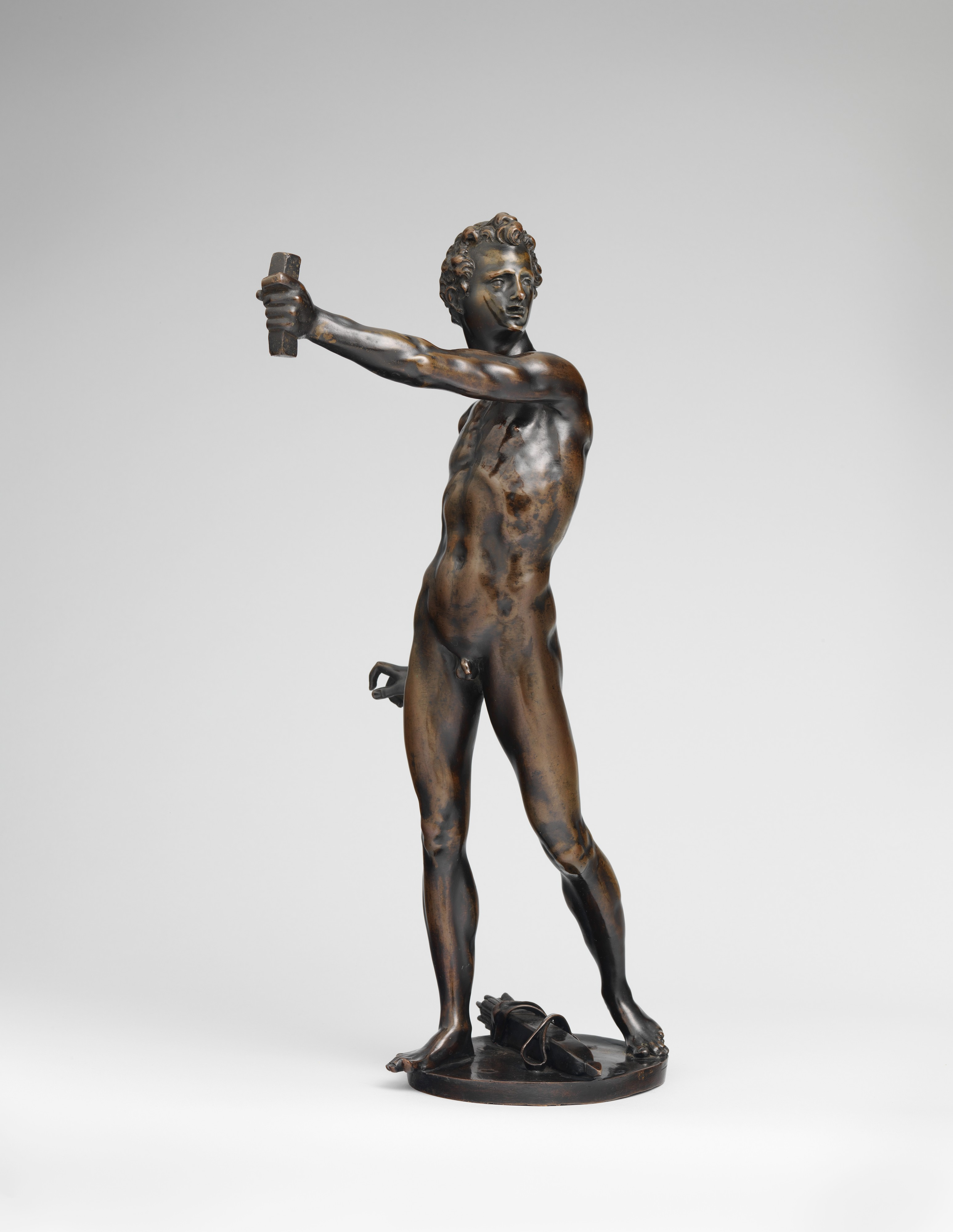
아폴로, c. 1594, 메트로폴리탄 미술관
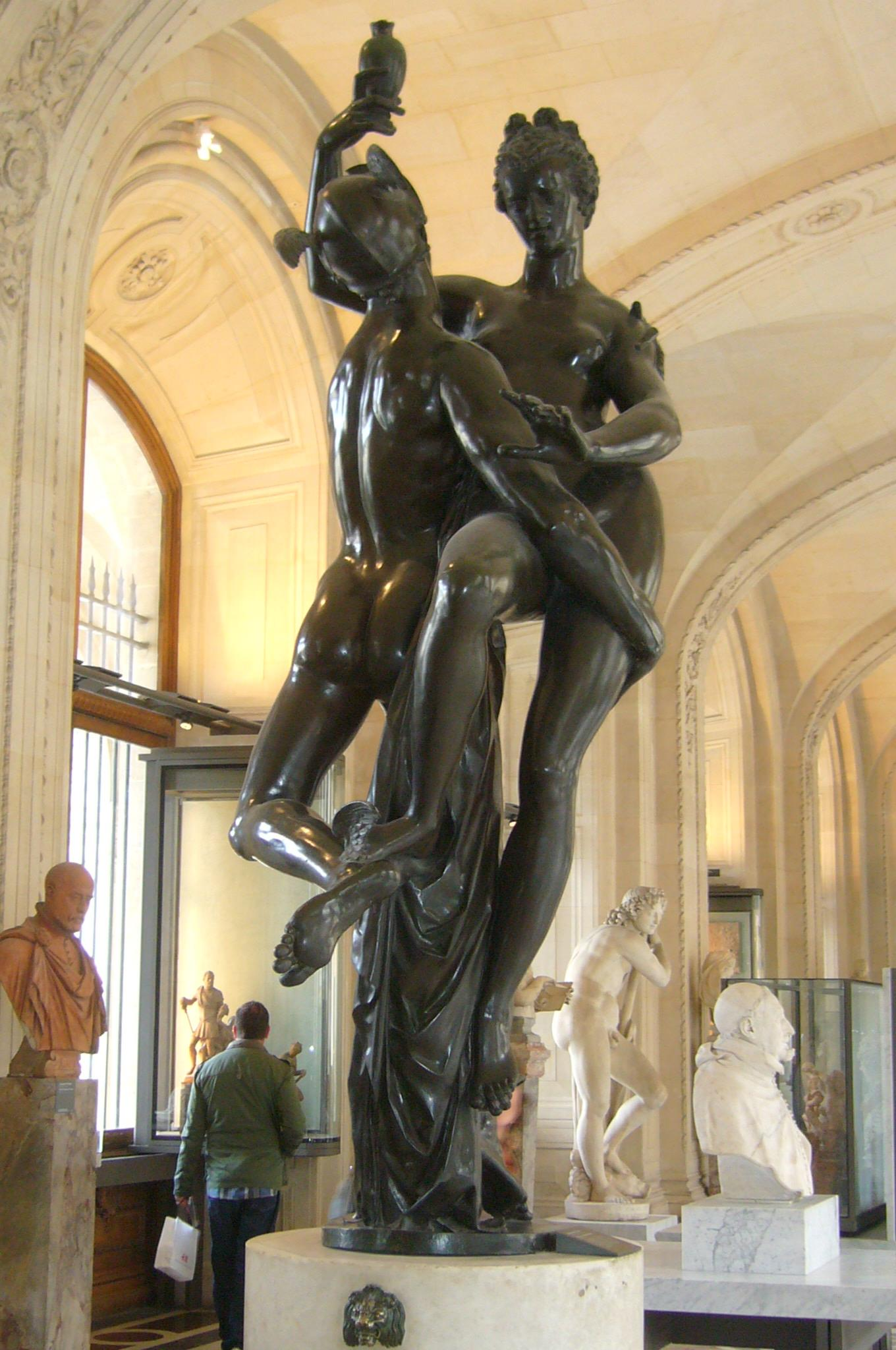
머큐리와 프시케, 1593, 루브르 박물관
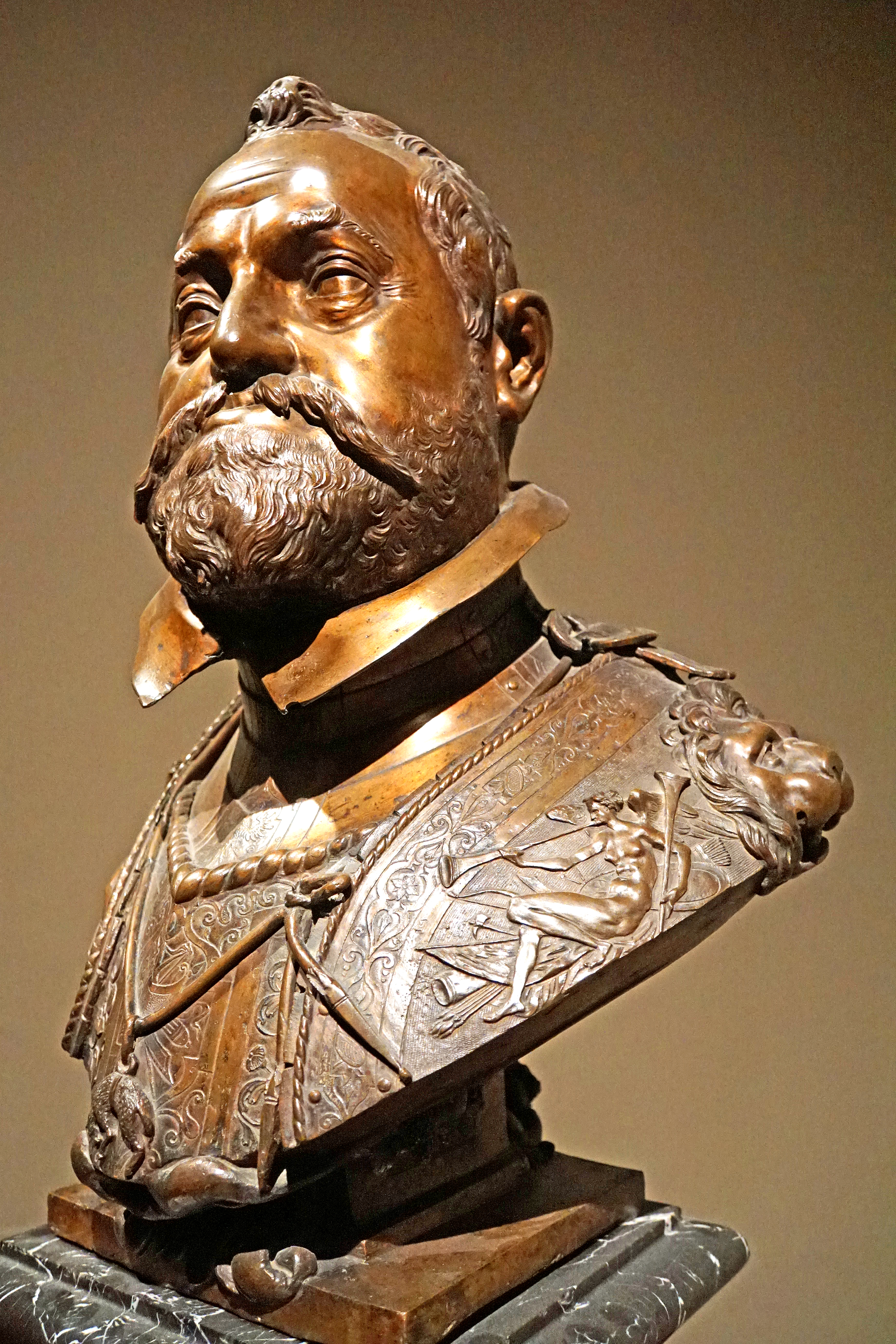
루돌프 2세의 흉상, 1607, 비엔나 황실보고
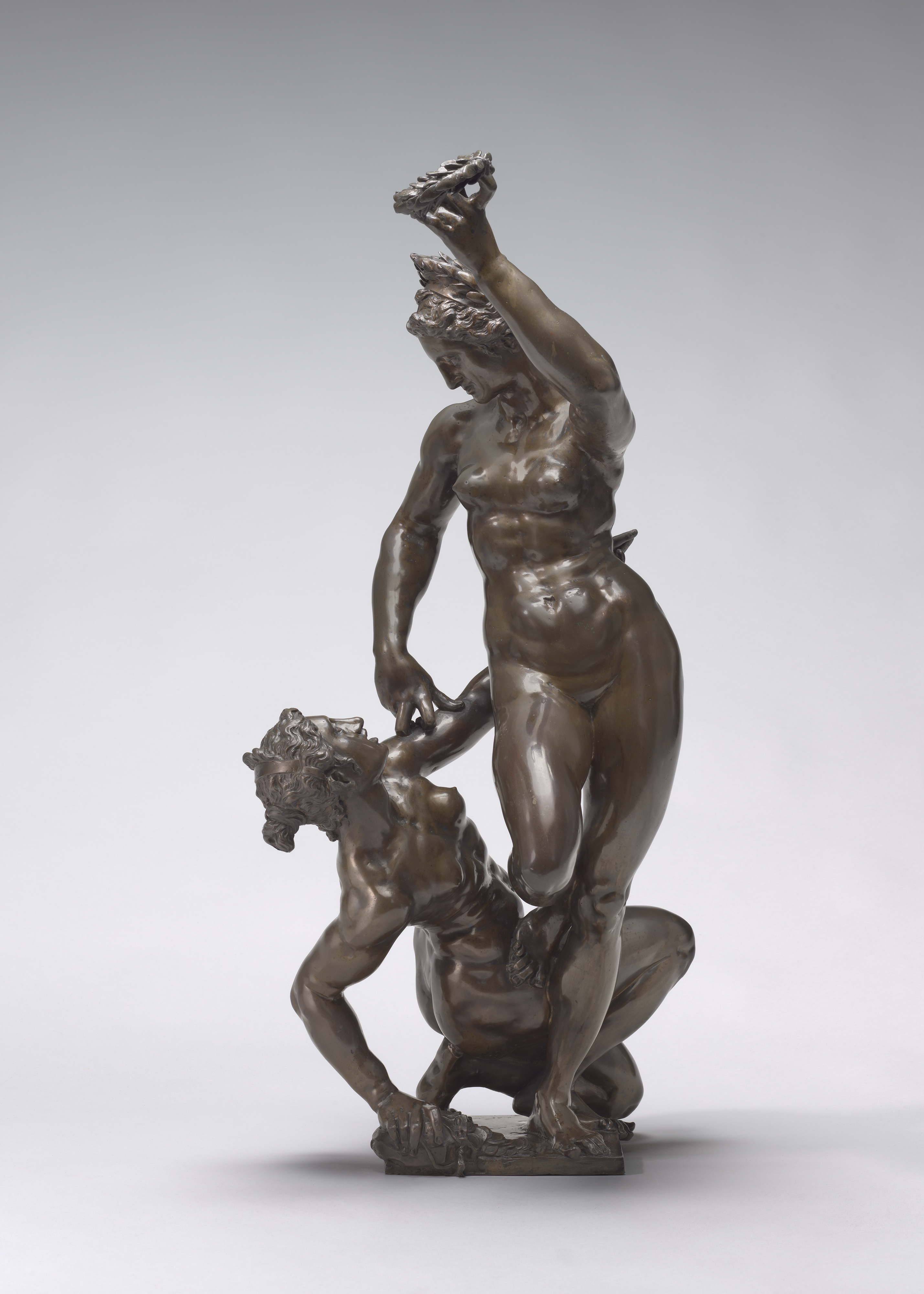
탐욕에 승리한 황제, 1610, 내셔널 갤러리 오브 아트, 워싱턴 D.C.
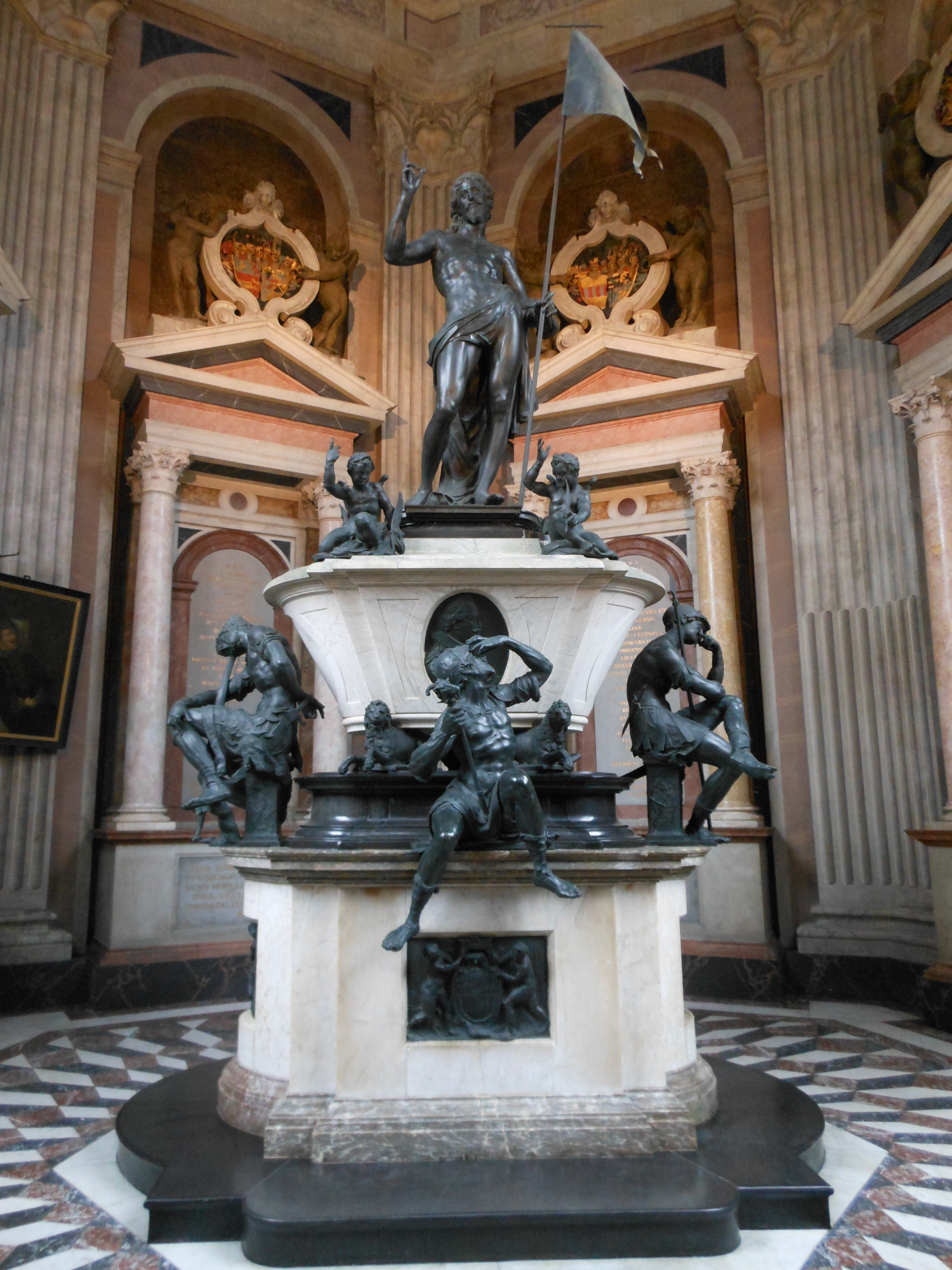
샤움부르크의 에른스트 왕자의 묘지에 있는 부활 기념비 (1613–1620년)
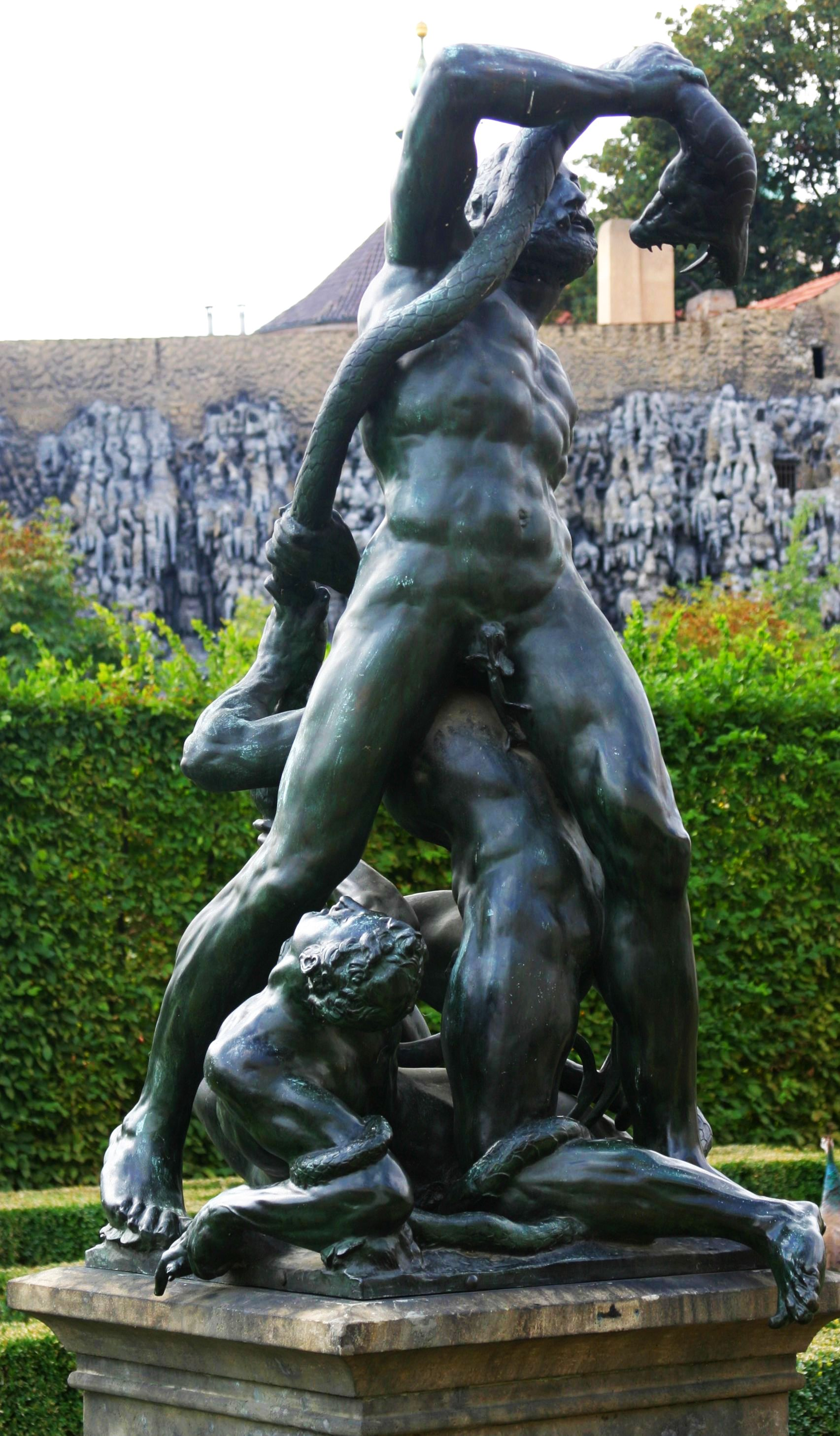
데 프리스의 라오쿤 테마 재해석, 프라하 발렌슈타인궁 정원에 있는 청동복제품